# Замшанівська сільська рада
| Замшанівська сільська рада — колишня адміністративно-територіальна одиниця та орган місцевого самоврядування у Ратнівському районі Волинської області з адміністративним центром у с. Замшани. Припинила існування 2 серпня 2018 року через об'єднання до складу Забродівської сільської територіальної громади Волинської області. Натомість утворено Замшанівський старостинський округ при Забродівській сільській громаді. Історична дата утворення: в 1947 році. Водоймища на території, підпорядкованій даній раді: річка Вижівка, озеро Любань. Сільській раді підпорядковувались населені пункти: - с. Замшани - с. Вужиськ |

## Склад ради
Рада складалась з 16 депутатів та голови.

### Керівний склад ради
| ПІБ                     | Основні відомості                                                 | Дата обрання | Дата звільнення |
| ----------------------- | ----------------------------------------------------------------- | ------------ | --------------- |
| Токарський Василь Лукич | Сільський голова, 1960 року народження, освіта, позапартійна      | 26.03.2006   | 31.10.2010      |
| Токарський Василь Лукич | Сільський голова, 1960 року народження, освіта вища, безпартійний | 31.10.2010   |                 |

Примітка: таблиця складена за даними джерела

## Населення
Згідно з переписом УРСР 1989 року чисельність наявного населення сільської ради становила 2184 особи, з яких 1087 чоловіків та 1097 жінок.
За переписом населення України 2001 року в сільській раді мешкали 1994 особи.

### Мова
Розподіл населення за рідною мовою за даними перепису 2001 року:
| Мова       | Відсоток |
| ---------- | -------- |
| українська | 99,15 %  |
| російська  | 0,80 %   |